# Aheu Deng
Immaculate Aheu Deng (sinh ngày 28 tháng 11 năm 1986) là một nữ hoàng sắc đẹp và người mẫu thời trang đến từ Nam Sudan. Cô giành danh hiệu Hoa hậu Trái Đất Nam Sudan 2009 tại cuộc thi sắc đẹp Hoa hậu Trái Đất Nam Sudan hàng năm, do Bộ Du lịch và Người đẹp Châu Phi của Nam Sudan độc quyền tổ chức.

## Hoa hậu Trái Đất Nam Sudan 2009
Aheu Deng, từ Bor, Nam Sudan chiến thắngcuộc thi Hoa hậu Trái Đất Nam Sudan 2009 vào ngày 10 tháng 6 năm 2009. Cô thừa kế vương miện từ Nok Duany, người nhận giải thưởng cuộc thi Hoa hậu Trái Đất Nam Sudan năm 2008 nhờ có việc bổ nhiệm của người nhượng quyền thương mại.
Aheu có thể nói năm thứ tiếng khác nhau và từng phải bỏ học trung học. Cô không hoàn thành việc học của mình vì bị buộc phải kết hôn với một người lạ khi sống trong Trại tị nạn Kakuma, miền Bắc Kenya vào lúc 15 tuổi. Cô được nuôi dưỡng bởi một người mẹ độc thân sau khi cha cô, General Deng Kudum bị giết ngày 8 tháng 5 năm 1992 khi ông dẫn đầu một cuộc tấn công phiến quân SPLA trên Juba, Sudan.
Gen Kudum là một trong 9 anh em nhà Bor Dinka bị giết trong cuộc chiến giành độc lập chống lại Bắc Sudan.

## Nữ hoàng sắc đẹp cao nhất thế giới
Aheu, cao 6 feet (1,96 m) vẫn là Nữ hoàng sắc đẹp cao nhất từng tham gia vào bất kỳ giải Grandslam Sắc đẹp nào, kỳ tích của cô đã được gửi đến Kỷ lục Guinness để đưa vào và chứng nhận là Nữ hoàng sắc đẹp cao nhất thế giới.
Các nhà quản lý của cô nhận được rất nhiều yêu cầu xuất hiện trên truyền hình cho cô, sau khi chiến thắng cuộc thi Hoa hậu Nam Sudan 2009.
Trong năm 2010, cô bắt đầu một tour du lịch thế giới bao gồm châu Á, châu Âu và Nam Mỹ với vai trò là một phát ngôn viên cho Nam Sudan, sau cuộc thi Hoa hậu Trái Đất 2009.

## Hoa hậu Trái Đất 2009
Aheu Deng đại diện cho Nam Sudan tham gia trong lần tổ chức thứ 9 của cuộc thi sắc đẹp Hoa hậu Trái Đất, được tổ chức tại Trung tâm Hội nghị và Resort Boracay Ecovillage, trên Đảo Boracay, Philippines, ngày 1 tháng 11 năm 2009 tới ngày 22 tháng 11 năm 2009.